# Tiglath-Phalazar II
 (août 2023).
Si vous disposez d'ouvrages ou d'articles de référence ou si vous connaissez des sites web de qualité traitant du thème abordé ici, merci de compléter l'article en donnant les références utiles à sa vérifiabilité et en les liant à la section « Notes et références ».
Tiglath-Phalazar II (Tiglath-Pileser dans sa forme hébraïque, Tukultī-apil-Ešarra en akkadien) était roi d'Assyrie à partir de 967 avant notre ère, lorsqu'il succède à son père Ashur-resh-ishi II, jusqu'à sa mort en 935 avant notre ère, quand il est remplacé par son fils Ashur-dan II. On sait peu de choses sur son règne.